# Corethrovalva allophylina
Corethrovalva allophylina är en fjärilsart som beskrevs av Lajos Vári 1961. Corethrovalva allophylina ingår i släktet Corethrovalva och familjen styltmalar. Inga underarter finns listade i Catalogue of Life.